# Schuldschein

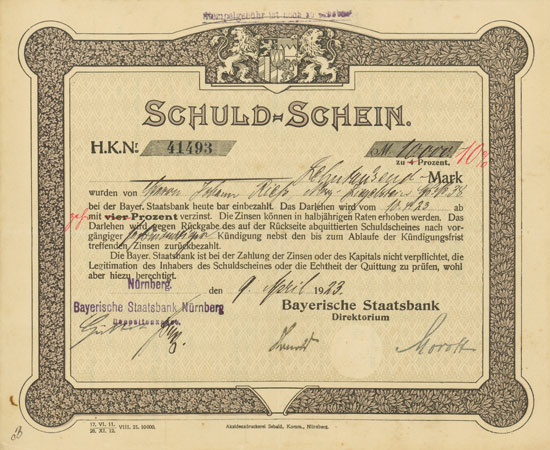
Schuldschein über 10000 Mark der Bayerischen Staatsbank Nürnberg von 1923

Im Rechtsverkehr dient der Schuldschein den vertraglich gebundenen Parteien dazu, die Verpflichtungen des Schuldners aus einer Forderung festzuhalten.

## Rechtliche Einordnung
Der Schuldschein ist Urkunde und begründet oder bestätigt das Bestehen eines Schuldverhältnisses. Vornehmlich dient er der Beweiserleichterung bei Rechtsstreitigkeiten. Daher sollte er Informationen zu den Vertragsparteien, der Höhe der Schuld, Rückzahlungsmodalitäten und Zinsen, sowie Datum und Unterschrift enthalten. Regelmäßig aber bedarf der Schuldschein keiner notariellen Beurkundung.
Der Schuldschein ist ein Rechtsbegriff des Bürgerlichen Gesetzbuchs. § 952 Abs. 1 BGB weist an, dass das Eigentum an dem über eine Forderung ausgestellten Schuldschein dem Gläubiger zusteht. Rechte eines Dritten an der Forderung erstrecken sich auf den Schuldschein. Der Schuldschein ist damit Inhaberpapier. Im Prozess erbringt er vollen Beweis für die von ihm umfasste Erklärung des Schuldners (§ 416 ZPO). Dabei wird vermutet, dass Berechtigter derjenige ist, der den Schuldschein hält. Enthält der Schuldschein zugleich ein kausales oder abstraktes Schuldanerkenntnis, trägt der Schuldner die Beweislast dafür, dass die Verpflichtung nicht entstanden ist.
Gemäß § 371 Satz 1 BGB kann der Schuldner neben der Quittung die Rückgabe des Schuldscheins verlangen, sobald die zugrundeliegende Forderung getilgt und damit erfüllt ist. Der Rückgabeanspruch des Schuldners soll ihn davor schützen, dass der Schuldschein nach Erlöschen der Verbindlichkeit noch als Beweismittel gegen ihn verwendet wird und dient dem allgemeinen Verkehrsinteresse daran, dass Schuldscheine nicht missbräuchlich verwendet werden. Behauptet der Gläubiger, zur Rückgabe des Schuldscheins außerstande zu sein, so kann der Schuldner Zug um Zug gegen Empfang der Leistung und auf Kosten des Gläubigers ein öffentlich beglaubigtes Anerkenntnis des Erlöschens der Schuld fordern (§ 371 Satz 2 BGB).

## Schweiz und Österreich
In der Schweiz und Österreich korrespondieren mit § 371 BGB die Normen des Art. 88 OR und § 1428 ABGB (Rückgabe des Schuldscheines nach Schulderfüllung).